# Margareta de Austria, Ducesă de Savoia
Margareta de Austria (germană Margaretha) (10 ianuarie 1480, Bruxelles – 1 decembrie 1530, Mechlen, Țările de Jos) a fost, prin căsătorie, Prințesă de Asturias și Ducesă de Savoia, apoi guvernator al Olandei Habsburgice din 1507 până în 1515 și din 1519 până în 1530.

## Primii ani

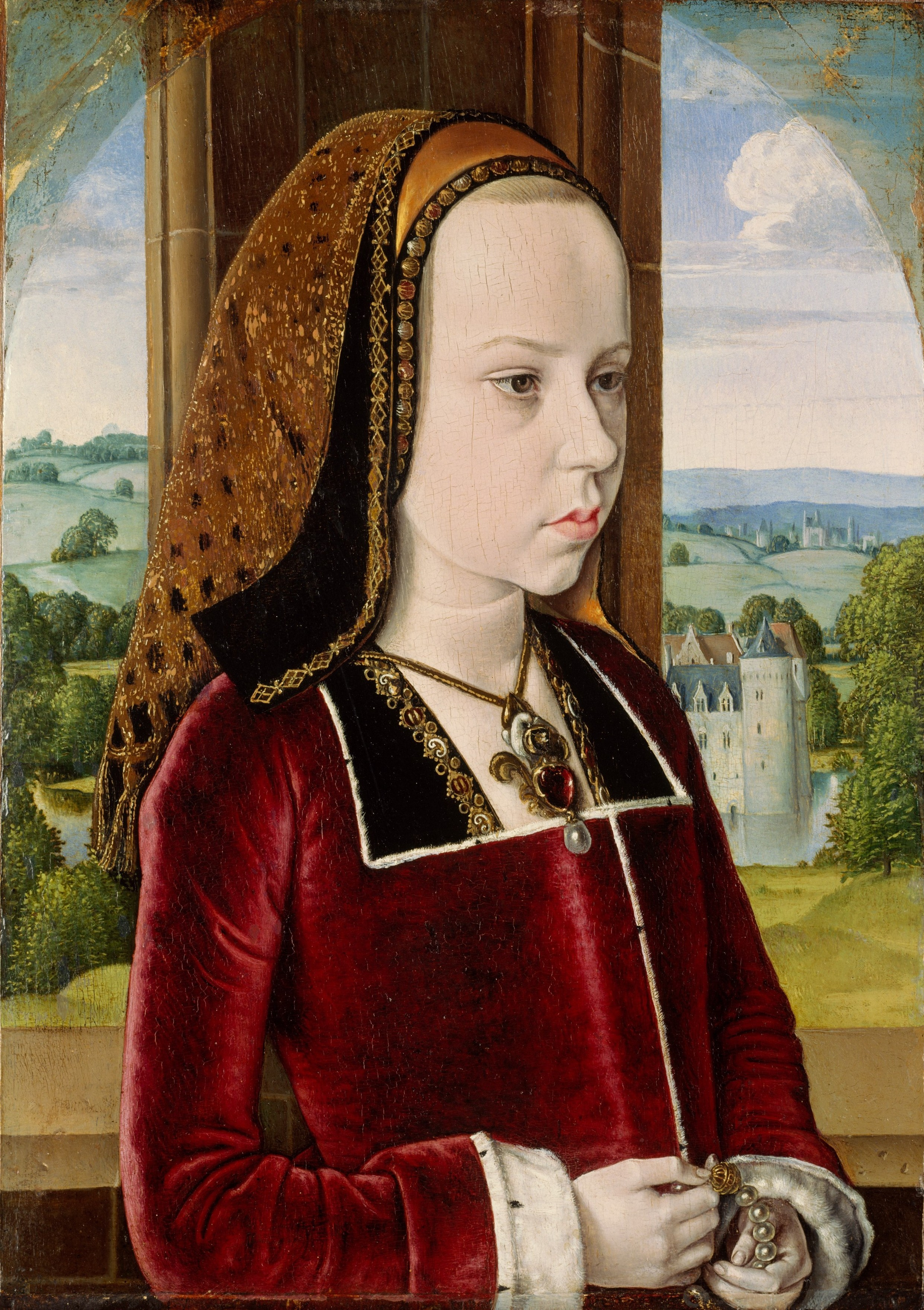
Portret al Margaretei de Jean Hey, ca. 1490 (zece ani); de "Maestrul de Moulins"

Margareta s-a născut la 10 ianuarie 1480, ca al doilea copil și singura fiică a lui Maximilian de Austria și Maria de Burgundia, co-suverani ai Țărilor de Jos. A fost numită după bunica vitregă, Margareta de York, Ducesă de Burgundia, care a fost apropiată de Ducesa Maria. În 1482, mama Margaretei a murit și fratele ei mai mare, Filip cel Frumos, i-a succedat ca suveran al Țărilor de Jos având ca regent pe tatăl lor.
În 1482, tatăl ei și regele Ludovic al XI-lea al Franței au semnat Tratatul de la Arras, prin care tatăl ei a promis să o căsătorească pe Margareta cu fiul lui Ludovic, Carol. Logodna a avut loc în 1483. Margareta, care a primit ca zestre Franche-Comté și Artois, a fost transferat sub tutela regelui Ludovic al XI-lea al Franței, care a murit la scurt timp. Ea a fost educată la curtea regală franceză și pregătită pentru viitorul ei rol de regină a Franței. A fost crescută ca fille de France de Madame de Segré, sub supravegherea surorii logodnicul ei și regentă, Anne a Franței.
Margareta a dezvoltat o adevărată afecțiune pentru Carol. Totuși, în toamna anului 1491, el a renunțat la tratat și s-a căsătorit cu mama vitregă a Margaretei, Ana, Ducesă de Bretania, din motive politice Curtea franceză a încetat să-o trateze pe  Margareta ca regină la începutul anului 1491. Ducesa de Bretania s-a căsătorit cu tatăl Margaretei prin procură dar mariajul lor a fost anulat. Margareta nu a întors la curtea mamei ei vitrege până în iunie 1493, după ce s-a semnat Tratatul de la Senlis în mai anul respectiv. Margareta a fost rănită de acțiunea lui Carol și a avut resentimente de durată față de Franța.

## Căsătorii

### Căsătoria cu Juan al Castiliei
În scopul de a realiza o alianță cu regina Isabela I de Castilia și cu regele Ferdinand al II-lea de Aragon, Maximilian a început negocierile pentru căsătoria Margaretei cu unicul lor fiu și moștenitor, Juan, Prinț de Asturias, precum și căsătoria fiului său Filip cu fiica lor, Joanna. Margareta a părăsit Țările de Jos pentru Spania la sfârșitul anului 1496.
Căsătoria a avut loc în anul 1497. Juan a murit după doar șase luni, la 4 octombrie, la vârsta de 19 ani. Margareta era însărcinată. La 8 decembrie, ea a dat naștere unei fiice care a murit. Prințesa văduvă de Asturia a revenit în Olanda la începutul anului 1500, când fratele și cumnata ei au invitat-o să fie nașa fiului lor nou-născut, Carol de Austria.

### Căsătoria cu Filibert de Savoia
În 1501, Margareta s-a căsătorit cu Filibert al II-lea, Duce de Savoia (1480–1504), care a murit trei ani mai târziu. Din căsătorie nu au rezultat copii. După decesul soțului ei, n-a mai vrut să se recăsătorească niciodată. Istoricul și poetul  Jean Lemaire de Belges i-a dat numele de "Dame de deuil" (Doamna doliului).